# Melissa Bishop
Melissa Bishop (5 agosto 1988) è una mezzofondista canadese, specializzata negli 800 metri piani.

## Palmarès
| Anno | Manifestazione          | Sede           | Evento      | Risultato | Prestazione | Note             |
| ---- | ----------------------- | -------------- | ----------- | --------- | ----------- | ---------------- |
| 2013 | Mondiali                | Mosca          | 800 m piani | Batteria  | 2'01"91     |                  |
| 2014 | Giochi del Commonwealth | Glasgow        | 800 m piani | 8ª        | 2'02"61     |                  |
| 2015 | Giochi panamericani     | Toronto        | 800 m piani | Oro       | 1'59"62     |                  |
| 2015 | Mondiali                | Pechino        | 800 m piani | Argento   | 1'58"12     |                  |
| 2016 | Giochi olimpici         | Rio de Janeiro | 800 m piani | 4ª        | 1'57"02     | Record nazionale |
| 2017 | Mondiali                | Londra         | 800 m piani | 5ª        | 1'57"68     |                  |